# Aleksandar Ravlić
Aleksandar Ravlić, connu aussi sous le surnom de Aco (né en 1929 à Banja Luka et mort le 15 septembre 2005), était un journaliste et un photographe bosnien.

## Ouvrages
- 35 godina Borca (1961)
- 100 potresnih dana Banja Luke (1970)
- Pola stoljeća Borca (1976)
- Banja Luka - razdoblja i stoljeća (1979)
- Banja Luka - napori i radosti (1985)
- Drugo stoljeće hotela „Bosna“ (1986)
- Jelšingrad 50 (1937-1987)
- Banja Luka grad - Town of Banja Luka (1990. i 1992.)
- Banjalučka Ferhadija - ljepotica koju su ubili (1996)
- Banjalučki povijesni listići I (2001)
- Banjalučki povijesni listići II (2003)